# آبشار توکتی
آبشار توکتی (به انگلیسی: Toketee Falls) آبشاری است که در کشور ایالات متحده آمریکا واقع شده‌است و بلندترین ریزشگاه آن ۳۶ متر ارتفاع دارد. حوضهٔ آبریز این آبشار، رود آمپکوای شمالی است.